# Norwegische Literatur
Die norwegische Literatur ist die Literatur in norwegischer Sprache und ein Bestandteil der skandinavischen Literatur bzw. der weiter gefasstem nordischen Literatur. Zu ihr werden auch ihre Vorläufer gezählt: die meist von Isländern verfassten norwegischen Chroniken in altnordischer Sprache (bis zum 13. Jahrhundert) sowie die in Norwegen entstandene oder von Norwegern in Dänemark verfassten literarischen Zeugnisse in dänischer Sprache (bis zur Mitte des 18. Jahrhunderts). Von einer eigenständigen norwegischen Literatur kann man jedoch erst seit dem 18. Jahrhundert sprechen, als sie sich von der dänischsprachigen Literatur löste. Dieser Prozess war erst im 19. Jahrhundert durch die Normierung der dialektreichen norwegischen Sprache abgeschlossen. Von dieser Standardsprache existieren zwei Varianten, das konservativere Riksmål, das noch stärker unter dem Einfluss der dänischen Sprache stand, und das heute am häufigsten genutzte Bokmål. Die regionalen Dialekte blieben wegen der zerklüfteten Landschaft Norwegens lange unvermischt nebeneinander bestehen und konnten sich nicht zur Schriftsprache entwickeln. Erst im 20. Jahrhundert wurde das auf den älteren norwegischen Dialekten der Westküste und des Fjordlandes basierende Nynorsk (Landsmål) standardisiert und ebenfalls als Literatursprache verwendet.

## Frühzeit
Die Skaldendichtung entstand etwa um 800 an den norwegischen Königshöfen. Die norwegischen Königschroniken in altnordischer Sprache wie das Ágrip af Nóregs konunga sögum und die Heimskringla spielen zwar meist in Norwegen, sie wurden aber außerhalb des Landes meist von Isländern verfasst. Das gilt nicht für die um 1220 entstandene Fagrskinna, die vermutlich ebenfalls von einem Isländer in Norwegen verfasst wurde. Die Sprache dieser Geschichtswerke unterscheidet sich kaum vom Altnorwegischen, wie es sich in Gesetzestexten des 13. Jahrhunderts findet.

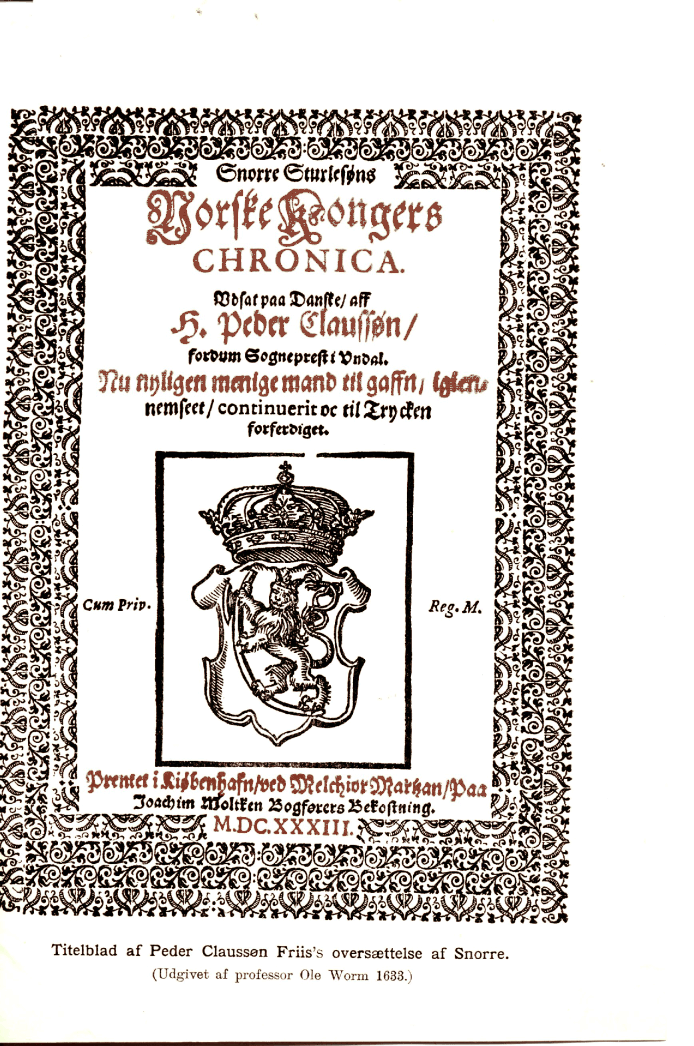
Pedder Claussøns Norske Kongers Chronica (Chronik der norwegischen Könige, posthum gedruckt 1633)

Die Pest raffte seit 1349 mehr als die Hälfte der norwegischen Bevölkerung dahin. Sie führte zum Verlust des Adels, der die Künste hätte fördern können, und zur allgemeinen Verarmung des Landes. Die folgende Periode vom 14. bis zur Mitte des 18. Jahrhunderts, in der Norwegen von Dänemark beherrscht wurde, gilt als finsteres Zeitalter der norwegischen Literatur. Durch die von Dänemark 1537 verordnete Reformation wurde die dänische Sprache in Norwegen etabliert, während sich Druckereien und höhere Bildungsanstalten nur in Dänemark entwickeln konnten.
Im 16. Jahrhundert war die sprachliche Entwicklung zum neueren Norwegisch abgeschlossen; man verstand die altnordischen Texte nicht mehr. Seit 1520 machte sich der Einfluss des Humanismus zuerst in Bergen bemerkbar. 
Norwegischstämmige Autoren wie der als Übersetzer der alten Sagas und Verfasser von Landesbeschreibungen Grönlands und Islands von diesen beeinflusste Peder Claussøn Friis (1545–1614) oder der barocke Kirchenlieddichter Petter Dass (ca. 1646–1707) hatten ihren Anteil an einer gemeinsamen dänisch-norwegischen Literatur hatten und brachten regionale Besonderheiten und einen kulturellen norwegischen Patriotismus zum Ausdruck. Doch wurde wegen der anhaltenden wirtschaftlichen Notlage das erste norwegische Buch erst 1644 in Kristiania (Oslo) gedruckt.

## Aufklärung, Empfindsamkeit, Romantik

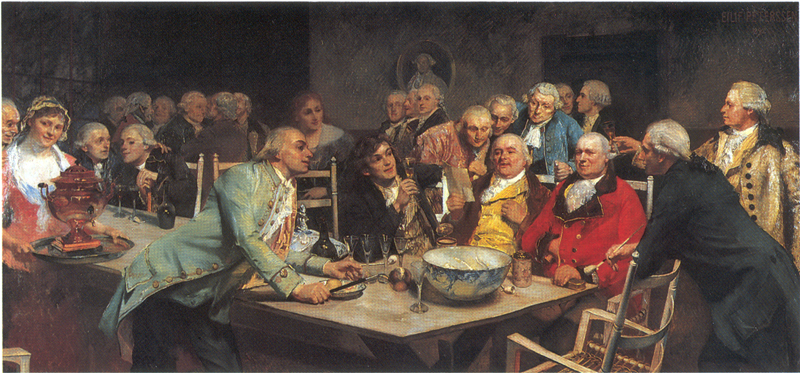
Eilif Peterssen (1892): Ein Abend bei „Det Norske Selskab“ in Kopenhagen. Der Mann in der Mitte mit erhobenem Glas ist Johan Herman Wessel, Verfasser satirisch-antiaristokratischen Versdichtungen; mit roter Jacke Bischof Johan Nordahl Brun, Verfasser von Tragödien, Lehrgedichten und Kirchenliedern; links die Gastgeberin Frau Juel.

Im 18. Jahrhundert erstarkten neben den deutschen auch französische und englische Einflüsse auf die sich entwickelnde bürgerlich-städtische Kultur Norwegens, u. a. durch das Werk Edward Youngs (1683–1765). Auch die Antike wurde rezipiert; die barocke Rhetorik und Allegorik verdrängte den einfachen Prosarealisms. Doch in der Opposition gegen das kulturelle Übergewicht der Deutschen entwickelte sich bei den Norwegern ein stärkeres Nationalgefühl. Der in Bergen geborene Kulturhistoriker und Dichter Ludvig Holberg war ein Vorläufer dieser aufklärerisch-patriotischen Bewegung, die sich um die in Kopenhagen seit 1772 ansässige studentische Det Norske Selskab bildete. In Trondheim entstand Det Trondhjemska lærde Selskab, eine allerdings weiterhin von der deutschen Philosophie beeinflusste Gelehrtengesellschaft, die 1767 in Det Kongelige Norske Videnskabers Selskab aufging.
Der Historiker Gerhard Schøning (1722–1780) verließ 1765 Trondheim und ging nach Dänemark. In seinem Hauptwerk Norges Riiges Historie (3 Bände, 1771–81) verteidigte er die Rechte des freien germanischen Bauern gegen den dänischen Absolutismus. Ähnlich idealisierte der Vorromantiker Hans Bull (1739–1783) mit seinem Gedicht Landmandens Lyksalighed (1771; „Glückseligkeit des Landmanns“) das ländliche Leben im Gebirge, das Norwegen vom flachen oder allenfalls hügligen Dänemark unterscheidet und zum Inbegriff des Freiheitsstrebens wurde.
Doch wirkten die meisten norwegischen Autoren in Dänemark: Johan Nordahl Brun (1745–1816) verfasste Alexandriner-Tragödien in französischem Stil, Niels Krog Bredal (1732–1778) brachte in seiner Oper Gram og Signe 1756 erstmals einen nordischen Stoff zur Musik von Giuseppe Sarti auf die Kopenhagener Bühne, und Christen Pram (1756–1821) verfasste Romane, Gedichte und Theaterstücke. Gegen diese hohen Ansprüche und teils „verstiegenen Anachronismen“ wirkte Johan Herman Wessel mit seinen Satiren, in dem er sie mit der Ohnmacht der einfachen norwegischen Bürger konfrontiert. Viele Pointen Wessels sind sprichwörtlich geworden, so z. B. „den Bäcker für den Schmied hinrichten“: In einem Dorf wird ein Bäcker gehängt, weil es davon zwei gibt; so kann man den einzigen Schmied, der des Totschlags schuldig ist, behalten.
Erst mit dem Aufkommen des politischen Nationalismus und dem Kampf für die Unabhängigkeit, der sich seit 1814 gegen die Union mit Schweden richtete, die die dänische Herrschaft ablöste, kam es zu einer Blüte der Nationalliteratur. Der Dramatiker und Volksaufklärer Henrik Wergeland war der einflussreichste Autor dieser Periode der Spätaufklärung und beginnenden norwegischen Nationalromantik, einer kulturellen Erneuerungs- und politischen Autonomiebewegung, die durch die Herausgabe der norwegischen Königssagas in der Heimskringla befeuert wurde.

## Die Großen Vier: Psychologischer Realismus und Naturalismus

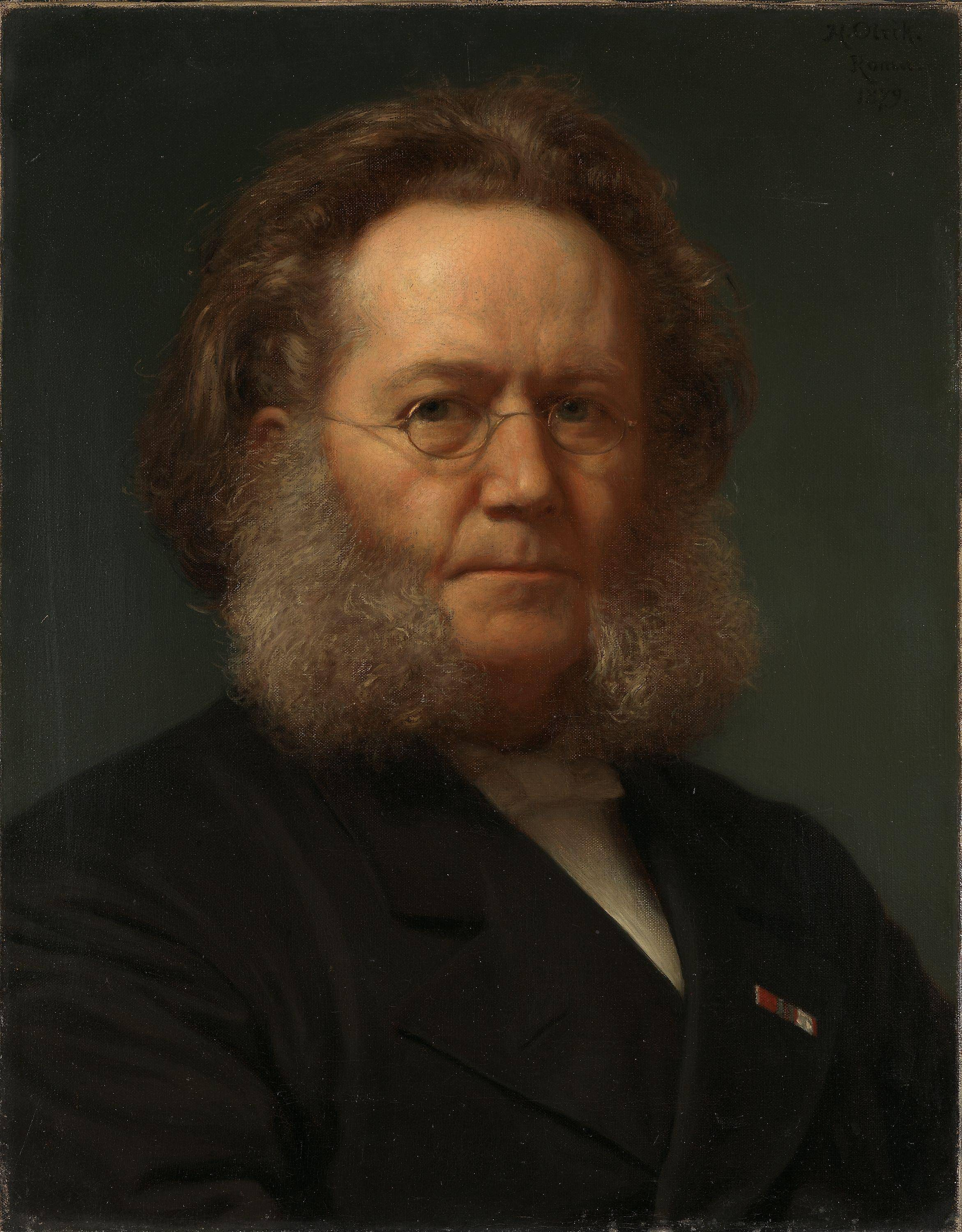
Henrik Ibsen. Gemälde von Henrik Olrik

Erst in der zweiten Hälfte des 19. Jahrhunderts entwickelte sich die norwegische Schriftsprache, die sich zunächst im Wortschatz, später auch in Syntax und Orthographie dem gesprochenen Norwegisch annäherte. Patriotismus, Individualismus, Liberalismus und Gesellschaftskritik verbanden sich in der Folge sehr eng, so dass eine konservative Nationalromantik in der zweiten Hälfte des 19. Jahrhunderts nur noch eine geringe Rolle spielte. Das Quartett der „Großen Vier“ Ibsen, Bjørnson, Kjelland und Lie, zu denen auch Amalie Skram und Arne Garborg gerechnet werden müssen, leitete um 1875/80 den modernen Durchbruch in der Literatur ein; sie wurden in Deutschland schon damals als „progressive“ Autoren wahrgenommen.
Der Dramatiker Henrik Ibsen mit seiner großen Sprachkraft und der realistische Erzähler und religionskritische Dramatiker Bjørnstjerne Bjørnson verschafften Norwegen einen einflussreichen Platz in der westeuropäischen Literatur. Mit seinem noch in dänischer Sprache verfassten Debütroman Das Fischermädchen hat Bjørnson 1868 den ersten norwegischen Künstlerroman vorgelegt. In Et Dukkehjem („Nora oder Ein Puppenheim“) von 1879 realisierte Ibsen in für damalige Verhältnisse unbekannter Radikalität seine Vorstellungen zur Emanzipation der Frau: Die Hauptperson Nora verlässt ihr Puppenheim, um sich selbst zu verwirklichen. Ibsen demontiert die Tragödie und macht sie zu einer Tragikomödie. Alexander Kielland machte die Klassenunterschiede zum Thema, geißelte in seinen scharf kontrastierenden und satirisch zugespitzten Werken die Bigotterie des Bürgertums – wo in der Gift-Trilogie, wo sich die Spekulanten in den Schutz der Kirche flüchten – und beeinflusste damit noch Thomas Mann, während sich Theodor Fontane abgestoßen zeigte. Der Novellist und Dramatiker Jonas Lie schildert das Milieu der Seeleute und Arbeiter und deren Familienprobleme und legt die sozialen Konflikte in ihrer Dramatik offen. Sein spätes erzählerisches Werk kennzeichnet den Übergang zu Impressionismus und Neuromantik.

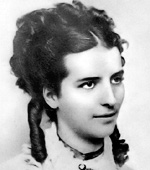
Amalie Skram

Das Leben der Fischer, Seeleute und Auswanderer wurde von Johan Bojer naturalistisch gestaltet. Ein weiterer, in Deutschland gelesener Vertreter des Naturalismus war Arne Garborg, der sich auch politisch-journalistisch betätigte. In seinem Roman Bei Mamma (1890) kritisierte er die Sozialisation junger Frauen. Zu den naturalistischen, von Émile Zola beeinflussten Werken zählen die teils autobiographischen Ehe-, Familien- und Psychiatrieromane von Amalie Skram, die von den verheerenden Beschädigungen der Geschlechter handeln.
Der Typus des Generationenromans wie Skrams vierbändiges Werk Hellemyrsfolket spielt seit dem 19. Jahrhundert eine große Rolle in der norwegischen Literatur, ebenso die Themen des sozialen Aufstiegs und der Milieuprägung. Viele norwegische Autoren entstammten einfachsten Verhältnissen, und in ihren Werken finden sich oft autobiographische Elemente. Das gilt auch für das Werk von Hans E. Kinck, der neben Romanen und Novellen Lyrik verfasste. Es kann der Neuromantik zugerechnet werden, zersetzt die Heimatromanstoffe tiefenpsychologisch und zeigt wie Hamsuns Werk expressionistische Einflüsse.

## 1890–1970: Zwischen Naturalismus, Symbolismus und Heimatroman
Zu den bekanntesten norwegischen Schriftstellern des 20. Jahrhunderts gehören die Nobelpreisträger Knut Hamsun, dessen erstes Werk „Hunger“ bereits 1890 seinen Weltruhm begründete, und Sigrid Undset. Undsets historische und psychologische Romane werden, anders als in ihrem Ursprungsland, in Deutschland kaum noch gelesen, während Hamsuns antibürgerliche, autobiographisch gefärbte Werke, in denen er Stadt und Land, Kultur und Natur, alte und neue Zeit teils ironisch konfrontierte und die „Züge von Inhumanität und Gewalt“ erkennen lassen, in Deutschland breit rezipiert wurden. Hamsun, Undset sowie Künstler wie Edvard Munch und Oda Krohg und deren Geliebter, der Literat und Anarchist Hans Jæger (Fra Kristiania-Bohêmen, 1885, dt.: Kristiania-Bohême, 2006), bildeten zwischen 1891 und 1905 den Mittelpunkt der radikalen Bohème von Kristiania, zu der zeitweise auch Ibsen zählte.
Höhere Auflagen als die Bücher Hamsuns und Undsets erreichten allerdings vor dem Zweiten Weltkrieg – in Norwegen und auch international – die Romane des landverbundenen wertkonservativen Autors Trygve Gulbranssen (die Björndal-Romane: Und ewig singen die Wälder, 1933; Das Erbe von Björndal, 1934). Die monumentale Geschichtsromanserie Juvikinger (1918–1923) von Olav Duun, der der Nynorsk-Bewegung angehörte, hat einen hohen weltanschaulichen Anspruch, erscheint jedoch angesichts der Herausforderungen der Moderne anachronistisch.

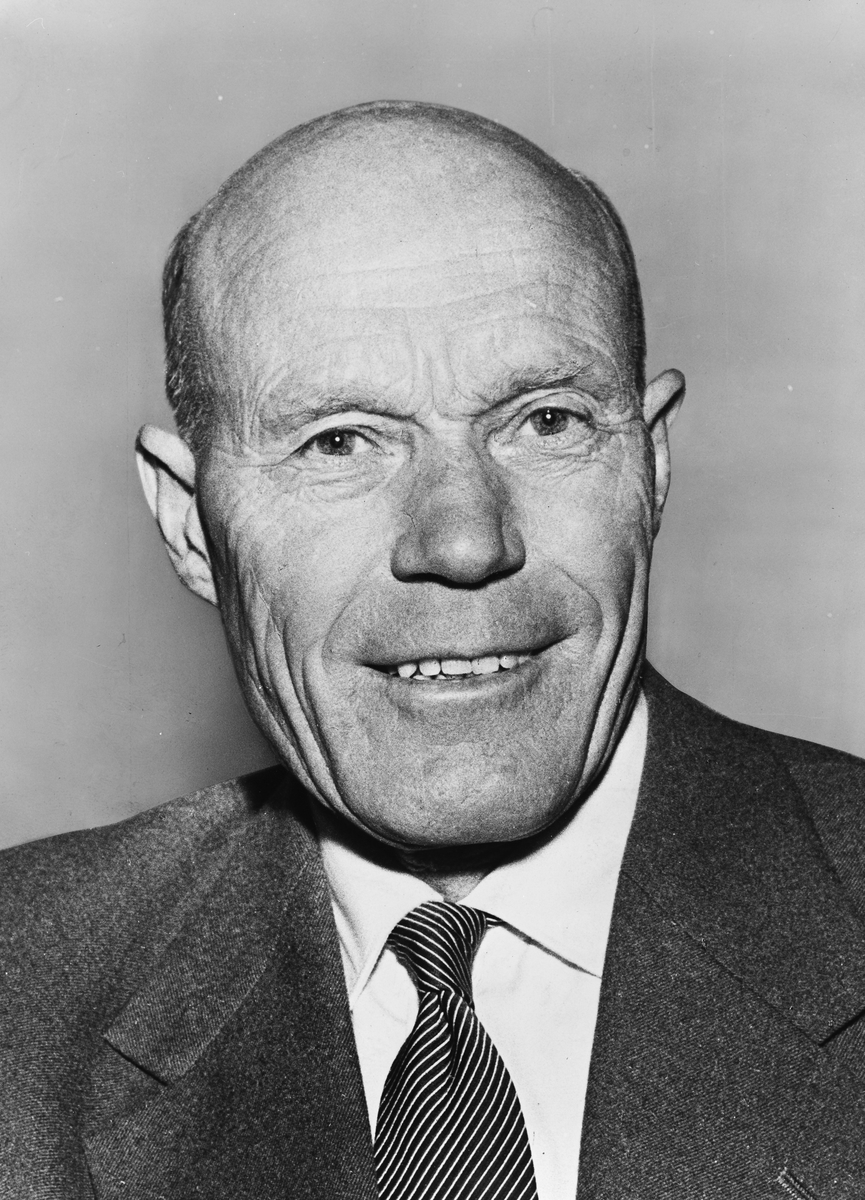
Tarjei Vesaas (1967)

Nach 1945 wurde die Besatzungs- und Kollaborationsgeschichte aufgearbeitet. Hamsuns Kooperation mit den Nationalsozialisten und seine politische Uneinsichtigkeit und moralische Unbelehrbarkeit nach dem Krieg, die er mit artistischer Meisterschaft in seinem biographischen Roman „Auf überwachsenen Pfaden “ (1949) demonstrierte, in dem er die ihm altersbedingt eingeräumten mildernden Umstände verwarf, hinterließen viele Fragen an die norwegische Gesellschaft. Kåre Holts Roman Hevnen hører mig til („Die Rache ist mein“, 1953) handelt von der deutschen Okkupation. Weiterhin entstanden psychologische und historische Romane und Erzählungen in sachlichem Stil, die oft mit Kritik an Bürgertum und Puritanismus verbunden waren. Holt verfasste zwei historische Romantrilogien über die Arbeiterbewegung und König Sverre. Gunnar Larsens Romane sind stilistisch von Ernest Hemingway beeinflusst. Tarjei Vesaas (1897–1970) schrieb nach seinen frühen, teils in realistischer Tradition stehenden, teils vom Expressionismus beeinflussten Arbeiten der 1920er und 1930er Jahre nach 1945 Schauspiele und Romane (Die Vögel, 1957, dt. 2020) im lyrischen Ton mit romantisch-symbolistischen und allegorischen Elementen. Im Zentrum seiner Romane stehen Außenseiter, Massenhysterien und Angstpsychosen. Er schrieb auf Nynorsk, das an der Westküste und in der Fjordregion als schriftliche Varietät der norwegischen Sprache verbreitet ist und viele lokale Dialekte phonetisch gut abzubilden vermag.

## 1970–1990: Gesellschaftskritik und Feminismus

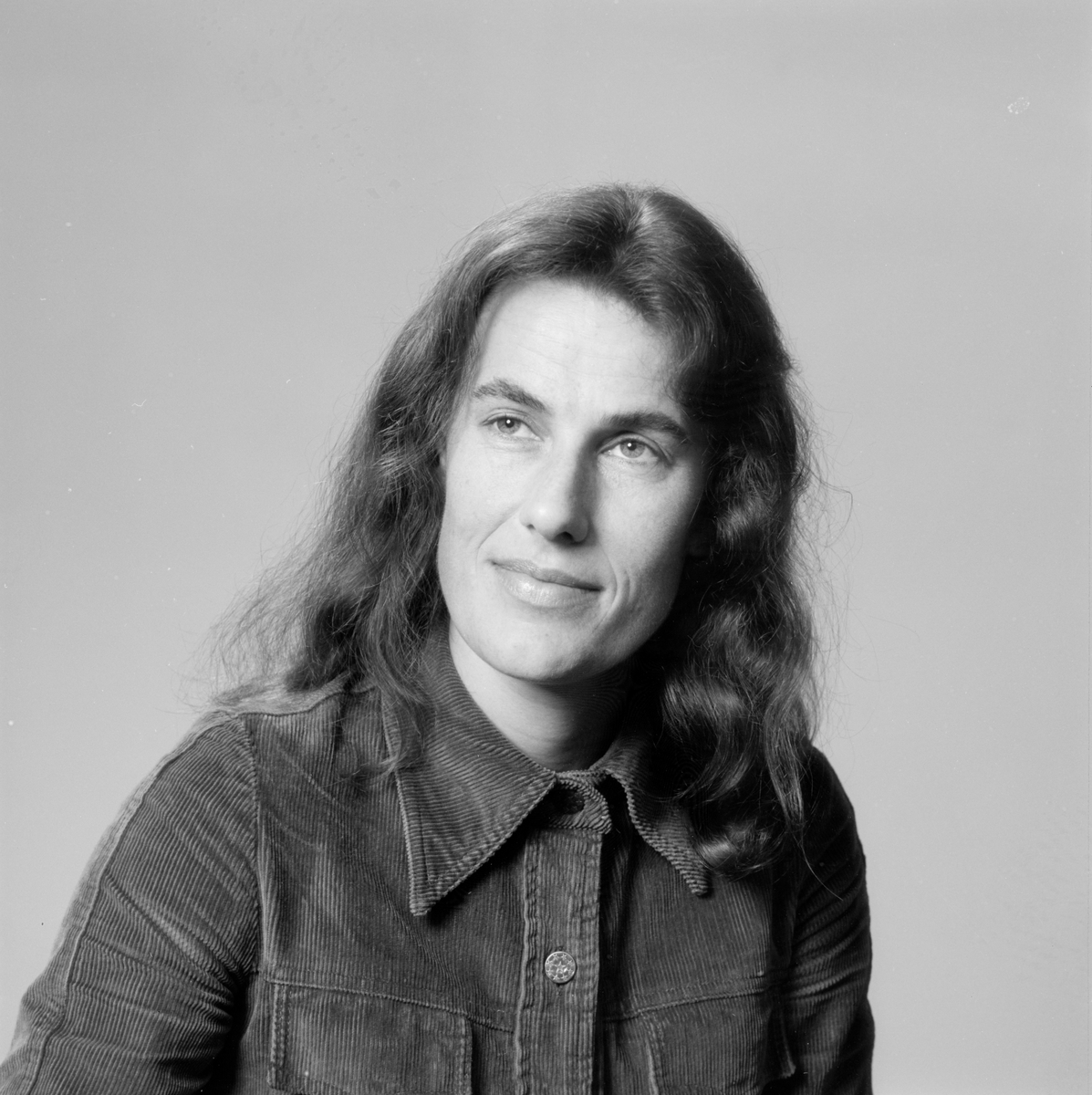
Liv Køltzow

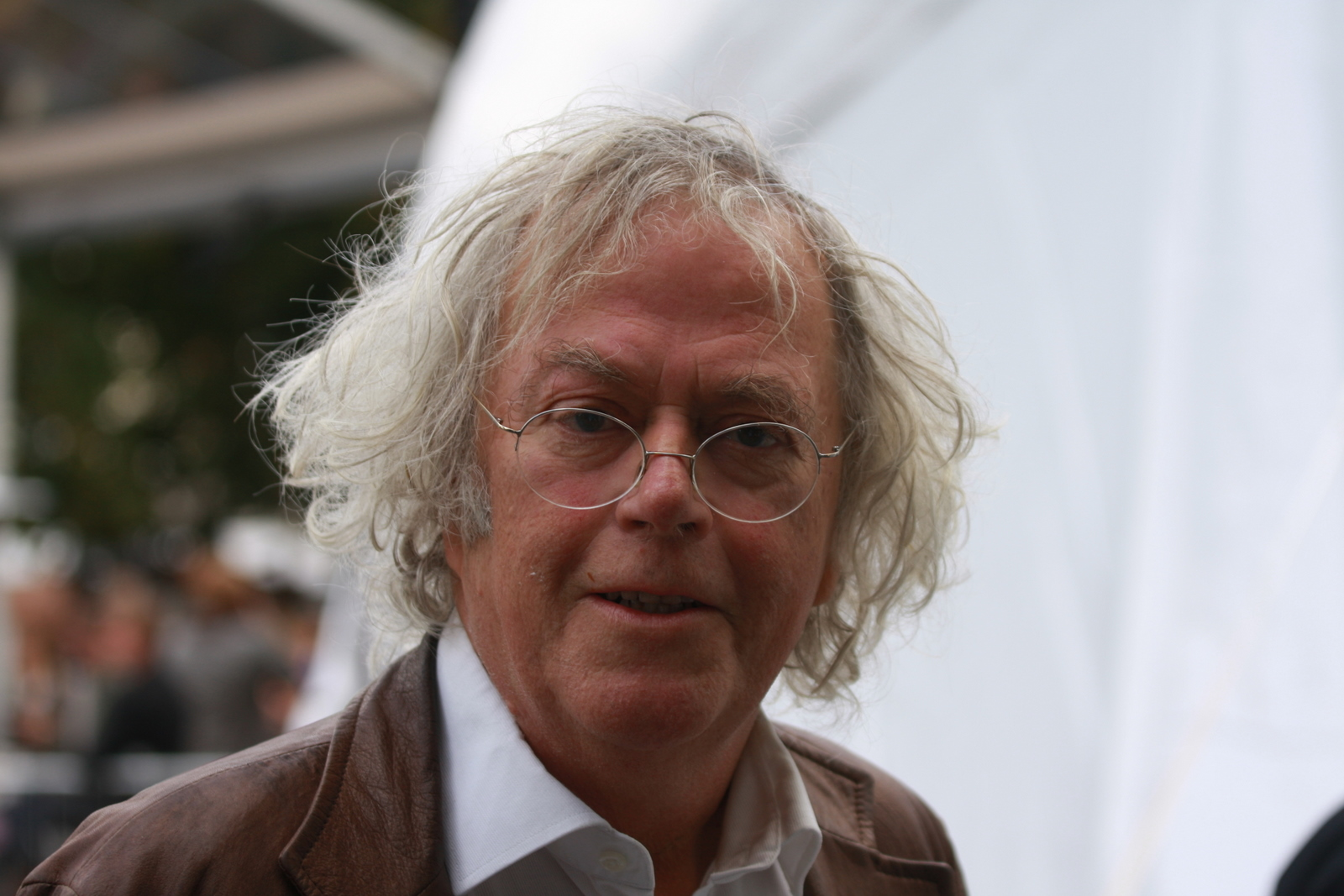
Dag Solstad auf dem Buchfestival in Oslo 2010

Seit den 1970er Jahren politisierte sich die norwegische Literatur. Frauenbewegung – literarisch repräsentiert durch Bjørg Vik (1935–2018) und die vom nouveau roman beeinflusste Liv Køltzow (* 1945) –, Umweltprobleme und Sozialkritik fanden darin ihren Ausdruck, um schon seit den 1980er Jahren einer neuen Innerlichkeit zu weichen. Bjørg Viks Erzählungssammlung Kvinneakvariet (1972, dt.: „Das Frauenaquarium“, 1979), die auf der präzisen Beobachtung alltäglicher Vorgänge basiert, veranschaulicht, wie der gesellschaftliche Rahmen mit seinen statischen Rollenmustern die Persönlichkeitsentwicklung der Frauen einschränkt. Doch ist die Lebenssituation vor allem von ihrer sozialen Herkunft ab. Die Frauen aus proletarischem Milieu zerbrechen oft unter der Doppelbelastung. Später distanzierte sich Vik von Teilen der Frauenbewegung; sie vermeidet den Schematismus des Sozialrealismus.
Dag Solstad (1941–2025) entwickelte sich nach Anfängen als politischer Protestautor und marxistisch-leninistischer Arbeiterliterat nach dem Scheitern der linken Utopien zum Verfasser erfolgreicher psychologischer Romane. Mit seinen frühen Büchern leistete er mit großer Akribie und Fabulierkunst einen wichtigen Beitrag zum Verständnis der norwegischen, lange sozialdemokratisch regierten Gesellschaft und trug als Mitglied der nach einer Zeitschrift benannten Profil-Generation, die von der Beat-Generation beeinflusst war, zur Erweiterung und Demokratisierung des Literaturbegriffs bei. In T. Singer (1992) und Ellevte roman, bok atten (1992) (dt. „Elfter Roman, achtzehntes Buch“, 2004) erzählt der zum Melancholiker gewordene Solstad von den Möglichkeiten der Identitätssuche in der Einsamkeit angesichts des Endes aller individuellen Illusionen und gesellschaftlichen Utopien. Zur Gruppe Profil gehörte auch der Lyriker, Übersetzer, Rezitator und Jazzsänger Jan Erik Vold (* 1939).
Der mit vielen Preisen ausgezeichnete Roy Jacobsen (* 1954) schrieb in 35 Jahren 17 Romane und zahlreiche Erzählungen mit teils psychologischen, vielfach aber historischen und politischen Themen von der Sagazeit bis zum Winterkrieg. Sein Familienroman Seierherrene („Die Sieger“, 1991) handelt vom sozialen Aufstieg aus einfachsten ländlichen Verhältnissen bis zur Gründung eines Unternehmens durch die akademisch gebildete jüngste Generation im Verlauf von 80 Jahren.
Auch Kjartan Fløgstad (* 1944), der selbst als Industriearbeiter und Seemann arbeitete und dann Architektur, Literatur- und Sprachwissenschaft studierte, befasst sich mit den Modernisierungsprozessen der norwegischen Gesellschaft aus sozialwissenschaftlich reflektierter Sicht, polemisiert aber gegen Flogstads Romanpoetik. Er verfasst Lyrik (Dikt i utval av Pablo Neruda, 1973), magisch-realistische, mitunter barock ausgeschmückte Romane, Dramen, Sachprosa und Dokumentationen (Shanghai Ekspress, 2001) sowie unter dem Pseudonym K. Willum auch Kriminalromane. Sein teils autobiographisches Werk Kron og mynt („Krone und Münze“, 1998) wurde als der norwegische Ulysses bezeichnet. Heftig kritisierte Fløgstad das Verhalten der norwegischen Schriftsteller und ihres Verbandes während der Zeit der deutschen Besatzung.

## Seit 1990: Postmoderne

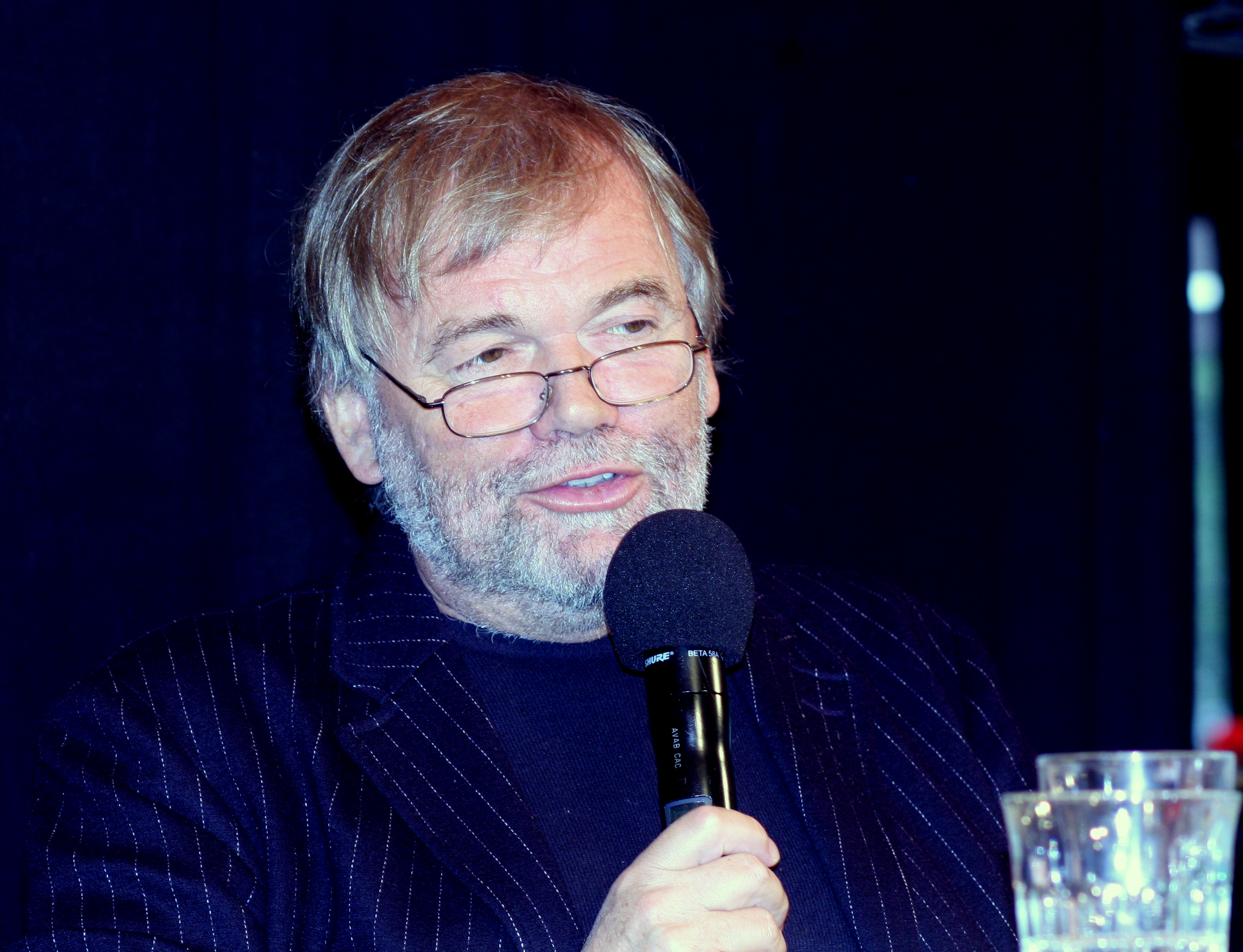
Jostein Gaarder (2011)

Als postmoderner Autor wurde Jostein Gaarder (* 1952) mit seinen Erfolgsromanen Das Kartengeheimnis (deutsch 1995) und Sofies Welt (deutsch 1993) bei jugendlichen und erwachsenen Lesern bekannt. Sein Roman über die Geschichte der Philosophie stand am Beginn einer neuen Erfolgswelle skandinavischer Literatur in Deutschland. Die Stücke des postmodernen,  vom Katholizismus beeinflussten Lyrikers, Romanautors (Rot, schwarz, dt. 1984), Dramatikers und Übersetzers Jon Fosse (* 1959), der auf Nynorsk schreibt, wurden weltweit und auch auf deutschen Bühnen gespielt. Er konzentrierte sich in den letzten Jahren auf das Schreiben von atmosphärisch oft düsteren Dramen und lebt zeitweise in Österreich. 1996 erhielt er den Ibsenpreis, 2023 den Nobelpreis für Literatur.
Erik Fosnes Hansen (* 1965) wurde in Deutschland durch seinen Titanic-Roman Choral am Ende der Reise (2007) bekannt. Durch knappe, aphoristische Lyrik zeichnet sich Eldrid Lunden (* 1940) aus, die auf Nynorsk schreibt. Karin Moe (* 1945), feministische Literaturkritikerin und Mitglieder der Literaturgruppe Stuntpoetene, trat in den 1980er und 1990er Jahren mit experimentellen Texten hervor, die mit dem Sozialrealismus der 1970er Jahre radikal brachen.
Starken Einfluss auf die Entwicklung des postmodernen Romans in Norwegen hatte Jan Kjærstad (* 1953), der unter anderem in Homo falsus Anleihen bei vielen Genres nimmt und den Text wie ein Labyrinth gestaltet, das den Leser als aktiven Mitgestalter fordert.

## Gegenwart

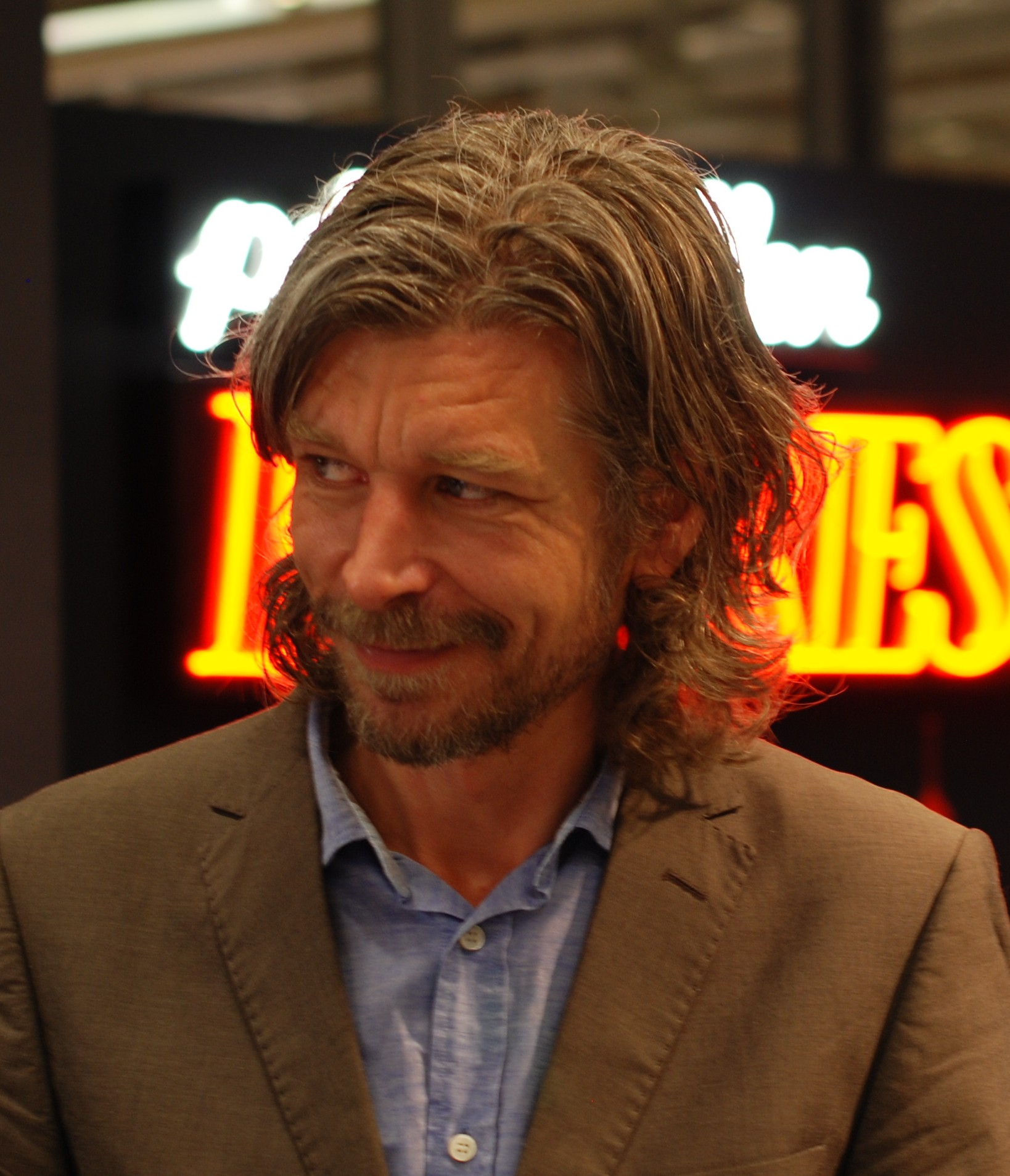
Karl Ove Knausgård (2010)

Seit den frühen 2000er Jahren waren Romane von norwegischen Autorinnen recht erfolgreich. Liebe, Freundschaft und Familie sind häufige Themen. Zu den bekanntesten Schriftstellerinnen zählen die Satirikerin Nina Lykke (* 1965), die auch Kurzgeschichten schreibt, Linn Ullmann (* 1966), Edy Poppy (* 1975), Tiril Broch Aakre (* 1976) und Helga Flatland (* 1984). Maja Lunde (* 1975) wurde in Deutschland durch Die Geschichte der Bienen (2015, dt. 2017) bekannt, das auch in 30 anderen Ländern erschien; sie verfasste außerdem Drehbücher und Kinderbücher. Ruth Lillegrave (* 1978) schreibt Lyrik auf Nynorsk.

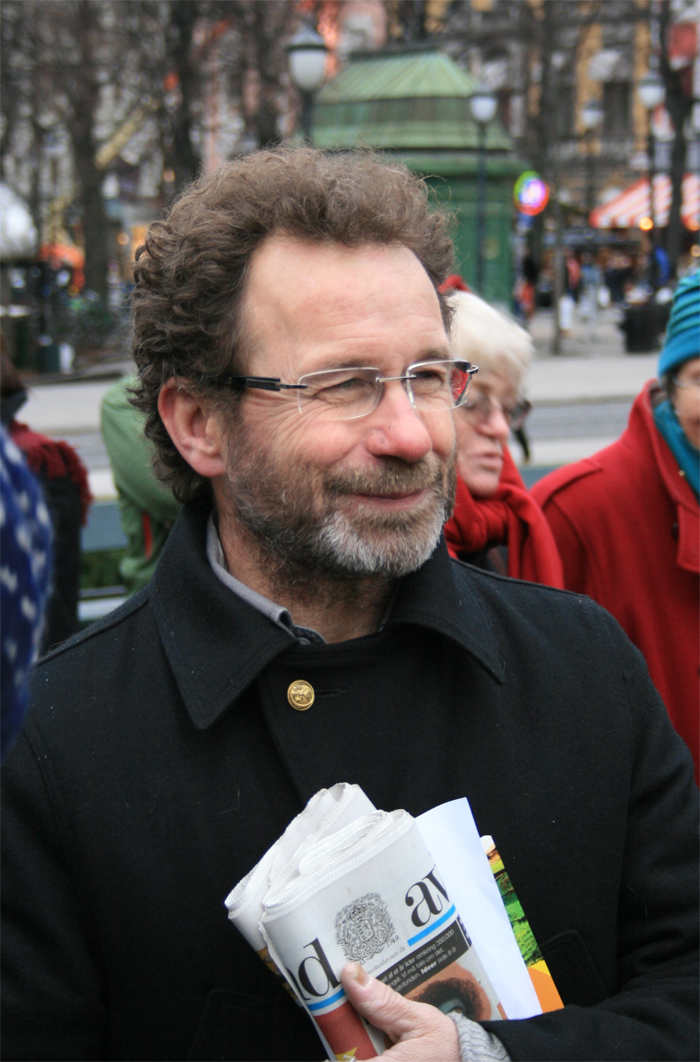
Per Petterson

Ein international anerkannter Autor ist Per Petterson (* 1952), von dem einige Romane auch in deutscher Übersetzung erscheinen. Ut og stjæle hester (2003; dt. Pferde stehlen, 2006), eine tragische Vater-Sohn-Geschichte aus der Nachkriegszeit, wurde ein Weltbestseller. Auch Menn i min situasjon (2028; dt. Männer in meiner Lage, 2019) ist ein Roman, der den Verlust thematisiert: Nach dem Unfalltod seiner Eltern und seines Bruders wird der Ich-Erzähler von Frau und Kindern verlassen.
Von den zahlreichen norwegischen Krimiautoren, die sich teils durch die Gesellschaftskritik des schwedischen Autorenduos Sjöwall und Wahlöö beeinflusst zeigen, sind Lars Lenth (* 1966), Anne Holt (* 1958), die selbst im Polizeidienst gearbeitet hat, Øistein Borge (* 1958), Jo Nesbø (* 1960) (Schneemann, dt. 2008), Samuel Bjørk (* 1969), Thomas Enger (* 1973) und Ingar Johnsrud (* 1974) zu nennen. In vielen Arbeiten dieser Autoren geht es um die Aufdeckung von Polit- oder Ermittlungsskandalen.
Die „unauffällige Normalität“ der Mittelschichten Norwegens wurde durch das Attentat von Anders Breivik erheblich gestört. Auch immer mehr Romanfiguren entziehen sich der norwegischen Konsenskultur. Gewaltexzesse, Sucht und sexuelle Besessenheit prägen das Werk von Matias Faldbakken (* 1973). Die Schauspielerin Gine Cornelia Pedersen (* 1986) beschreibt in ihrem Roman Null (2013, dt. 2021) den Absturz einer 16-jährigen in Drogen und Psychose in Form eines Monologs mit Staccato-Kurzaussagen in der Ich-Form. Der Literaturkritiker Tore Renberg wurde vor allem durch seinen Roman Mannen som elsket Yngve (2003) über die schwierige Jugend eines Jungen mit drogenabhängigen Eltern bekannt. Er verfasste etwa zwei Dutzend weitere Romane und Kinderbücher, neuerdings auch auf Nynorsk, und taucht selbst als Figur in Knausgårds Romanreihe auf. 

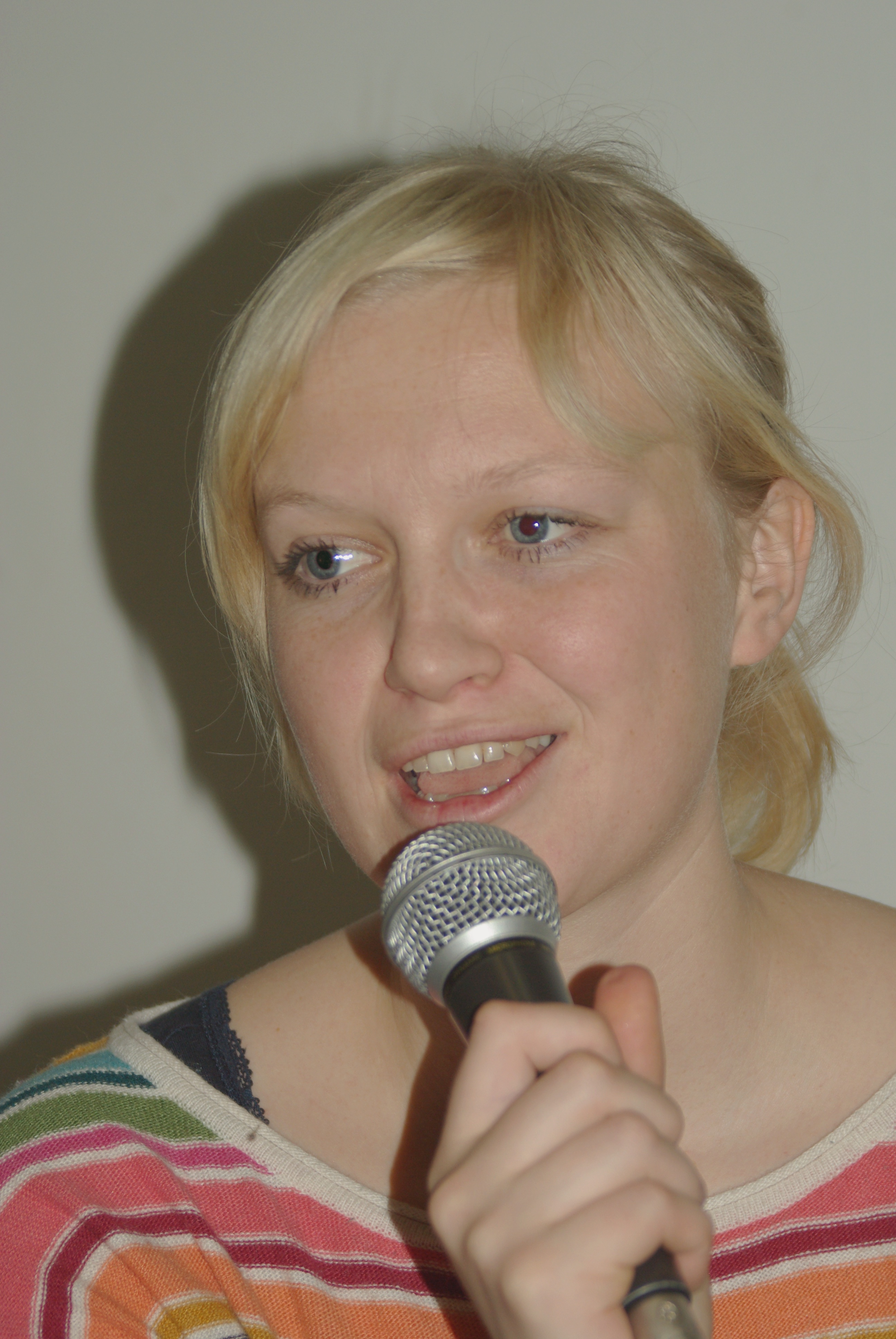
Maria Parr (2010)

Auch die bekannte Kinder- und Jugendbuchautorin Maria Parr (* 1981) und die Kinderbuchautorin und Lyrikerin Ruth Lillegraven (* 1978) schreiben auf Nynorsk.
Ein wichtiger Trend der norwegischen Gegenwartsliteratur geht Richtung Autofiktion, also zu einer intensiven Verschränkung von Leben und Text. „Ich-Sezierung, Paarbeziehungen, Familiendramen sind die Hauptthemen des gegenwärtigen norwegischen Romans.“ Dabei imponiert der protestantische Wahrheitsanspruch, verbunden mit der Darstellung von Punkten im Lebensweg, an denen keine Umkehr mehr möglich ist, und tiefer Melancholie. Stark diskutiert in diesem Zusammenhang wurde eine rückhaltlose sechsbändige Romanserie von Karl Ove Knausgård (* 1968), die im Original den Titel Min kamp (Mein Kampf) trägt. Neben einer Familienchronik, die teilweise die Namen real existierender Personen verwendet, enthält sie essayistische Betrachtungen „über so ziemlich alles“. Die Bücher fanden auch im englischen und deutschen Sprachraum Verbreitung. Im letzten Band: (Min Kamp 6, dt. „Kämpfen“, 2017) berichtet Knausgård unter anderem über die Verletzungen, die er seiner Familie durch das Werk zugefügt hat. Auch Tomas Espedal (* 1961) schrieb teils schon ins Deutsche übersetzte Bücher, mit denen er – beeinflusst von seinem Freund Knausgård – ein großes biographisches Projekt begann. Manche Kritiker rechnen auch die Arbeiten der Schriftstellerin Inghill Johansen (* 1958), die überwiegend Kurzprosatexte mit ganz eigener Stimme schreibt, der Autofiktion zu.